# Commonwealth Games 2018/Teilnehmer (Namibia)
| Gelbes Symbol für Goldmedaillen mit stilisierten Olympischen Ringen | Graues Symbol für Silbermedaillen mit stilisierten Olympischen Ringen | Braundes Symbol für Bronzemedaillen mit stilisierten Olympischen Ringen |
| ------------------------------------------------------------------- | --------------------------------------------------------------------- | ----------------------------------------------------------------------- |
| 2                                                                   | —                                                                     | —                                                                       |

Bei den Commonwealth Games 2018 nahm Namibia mit 28 Athleten, darunter 9 Frauen und 19 Männern, in sieben Sportarten teil. Fahnenträger bei der Eröffnungsfeier war der Leichtathlet Ananias Shikongo.
Gold für Namibia gewannen Jonas Junias im Halbweltergewicht und Helalia Johannes im Marathonlauf der Damen.

## Medaillen

### Medaillenspiegel
| Rang   | Sportart       | Gold | Silber | Bronze | Gesamt |
| ------ | -------------- | ---- | ------ | ------ | ------ |
| 1      | Boxen          | 1    | –      | –      | 1      |
| 2      | Leichtathletik | 1    | –      | –      | 1      |
| Gesamt | Gesamt         | 2    | –      | –      | 2      |

### Medaillengewinner
| Name/n           | Sportart       | Wettkampf    |
| ---------------- | -------------- | ------------ |
| Gold             |                |              |
| Jonas Junias     | Boxen          | bis 64 kg    |
| Helalia Johannes | Leichtathletik | Marathonlauf |

## Teilnehmer nach Sportarten

### Rhythmische Sportgymnastik
| Athletinnen          | Wettbewerb | Qualifikation | Qualifikation | Finale        | Finale |
| Athletinnen          | Wettbewerb | Punkte        | Rang          | Punkte        | Rang   |
| -------------------- | ---------- | ------------- | ------------- | ------------- | ------ |
| Männer               |            |               |               |               |        |
| Robert Honiball      |            |               |               |               |        |
| Einzel: Pferd        | 7,900      | 41            | ausgeschieden | ausgeschieden |        |
| Einzel: Stufenbarren | 9,850      | 41            | ausgeschieden | ausgeschieden |        |
| Einzel: Reck         | DNS        | DNS           | DNS           | DNS           |        |

### Leichtathletik
Laufen und Gehen
| Athleten         | Wettbewerb       | Runde 1 | Runde 1 | Halbfinale    | Halbfinale    | Finale        | Finale        | Rang          |
| Athleten         | Wettbewerb       | Zeit    | Rang    | Zeit          | Rang          | Zeit          | Rang          | Rang          |
| ---------------- | ---------------- | ------- | ------- | ------------- | ------------- | ------------- | ------------- | ------------- |
| Frauen           |                  |         |         |               |               |               |               |               |
| Helalia Johannes | Marathonlauf     | –       | –       | –             | –             | 2:32:40 h     | 1             | 1             |
| Lavinia Haitope  | Marathonlauf     | –       | –       | –             | –             | 2:40:54 h     | 7             | 7             |
| Leena Ekandjo    | Marathonlauf     | –       | –       | –             | –             | 2:50:59 h     | 12            | 12            |
| Männer           |                  |         |         |               |               |               |               |               |
| Reonard Namupala | Marathonlauf     | –       | –       | –             | –             | DNF           | DNF           | DNF           |
| Paulus Iiyambo   | Marathonlauf     | –       | –       | –             | –             | 2:22:39 h     | 6             | 6             |
| Uveni Kugongelwa | Marathonlauf     | –       | –       | –             | –             | DNF           | DNF           | DNF           |
| Hardus Maritz    | 400 Meter Hürden | 50,41 s | 5       | ausgeschieden | ausgeschieden | ausgeschieden | ausgeschieden | ausgeschieden |
| Ananias Shikongo | 100 Meter (T11)  | 11,26 s | 2       | –             | –             | 11,37 s       | 4             | 4             |

Springen und Werfen 
| Athleten       | Wettbewerb | Qualifikation | Qualifikation | Finale  | Finale | Rang |
| Athleten       | Wettbewerb | Weite         | Rang          | Weite   | Rang   | Rang |
| -------------- | ---------- | ------------- | ------------- | ------- | ------ | ---- |
| Männer         |            |               |               |         |        |      |
| Roger Haitengi | Dreisprung | 16,36 m       | 2             | 16,24 m | 8      | 8    |

### Boxen
| Athleten         | Wettbewerb | 1. Runde          | 1. Runde | Achtelfinale      | Achtelfinale | Viertelfinale                    | Viertelfinale | Halbfinale     | Halbfinale    | Finale            | Finale        | Rang          |
| Athleten         | Wettbewerb | Gegner            | Ergebnis | Gegner            | Ergebnis     | Gegner                           | Ergebnis      | Gegner         | Ergebnis      | Gegner            | Ergebnis      | Rang          |
| ---------------- | ---------- | ----------------- | -------- | ----------------- | ------------ | -------------------------------- | ------------- | -------------- | ------------- | ----------------- | ------------- | ------------- |
| Männer           |            |                   |          |                   |              |                                  |               |                |               |                   |               |               |
| Jonas Junias     | 64 kg      | Rashield Williams | 5:0      | Valentin Kondakov | K. o.        | Dinindu Ponnawela Vidanalage Don | 5:0           | Luke McCormack | 3:2           | Thomas Blumenfeld | 5:0           | 1             |
| Matias Hamunyela | 46–49 kg   | –                 | –        | Shaffi Hassan     | 2:3          | ausgeschieden                    | ausgeschieden | ausgeschieden  | ausgeschieden | ausgeschieden     | ausgeschieden | ausgeschieden |
| Tryagain Ndevelo | 60 kg      | –                 | –        | Harry Garside     | 0:5          | ausgeschieden                    | ausgeschieden | ausgeschieden  | ausgeschieden | ausgeschieden     | ausgeschieden | ausgeschieden |

### Radsport

#### Radsport (Straße)
| Athleten         | Wettbewerb       | Zeit         | Rang |
| ---------------- | ---------------- | ------------ | ---- |
| Frauen           |                  |              |      |
| Michelle Vorster | Straßenrennen    | 3:03:32 h    | 21   |
| Vera Adrian      | Straßenrennen    | 3:03:32 h    | 15   |
| Vera Adrian      | Einzelzeitfahren | 42:26,14 min | 16   |
| Männer           |                  |              |      |
| Dan Craven       | Straßenrennen    | 3:59:39 h    | 40   |
| Dirk Coetzee     | Straßenrennen    | 4:05:45 h    | 44   |
| Martin Freyer    | Straßenrennen    | DNF          | DNF  |
| Tristan de Lange | Straßenrennen    | 3:59:35 h    | 36   |
| Dirk Coetzee     | Einzelzeitfahren | 53:16,85 min | 19   |
| Martin Freyer    | Einzelzeitfahren | 58:12,22 min | 37   |

#### Radsport (Mountainbike)
| Athleten         | Wettbewerb    | Zeit      | Rang |
| ---------------- | ------------- | --------- | ---- |
| Frauen           |               |           |      |
| Michelle Vorster | Cross-Country | 1:23:37 h | 8    |
| Männer           |               |           |      |
| Tristan de Lange | Cross-Country | 1:26:59 h | 12   |

### Bowls
| Männer                                                                 |        |       |   |    |
| Cabous Olivier Douw Calitz Willem Esterhuizen                          | Triple | 2/0/2 | 3 | 9  |
| Cabous Olivier Douw Calitz Willem Esterhuizen Graham Snyman            | Fours  | 1/0/3 | 3 | 10 |
| Frauen                                                                 |        |       |   |    |
| Johanna van den Bergh Lesley Vermeulen Sheena du Toit                  | Triple | 1/0/3 | 4 | 12 |
| Johanna van den Bergh Lesley Vermeulen Sheena du Toit Anjuleen Viljoen | Fours  | 0/1/3 | 5 | 17 |

### Triathlon
| Athleten         | Wettbewerb | Zeit      | Rang |
| ---------------- | ---------- | --------- | ---- |
| Männer           |            |           |      |
| Jean-Paul Burger | Einzel     | 55:18 min | 15   |